# 台湾紫丹
台湾紫丹（学名：Tournefortia sarmentosa）是紫草科紫丹属的植物，又稱清飯藤。藤本，被短柔毛，分布在巴布亚、台湾、澳大利亚、印度尼西亚、菲律宾等地，花序似蠍尾狀捲曲，可做為觀賞植物。